# Stangholmen fyr
Stangholmen fyr (Stangholmen) ligger i Risør kommune i Agder fylke i Norge ved indsejlingen til havnen. Fyret blev sat i drift 27. oktober 1855. Stangholmen-navnet fortæller, at der fra gammel tid har stået et sømærke her – en stang fundamenteret i sten, med en arm på toppen som viser ret vej. Men dette var dagmærker, om natten kunne kun fyrlys hjælpe den søfarende.
Fyrdirektøren udtalte i en skrivelse af 16. april 1850, at et indsejlingsfyr på Stangholmen var særdeles vigtigt, og i 1854 blev der i Stortinget søgt om bevilling af 3400 speciedaler til opførelse af fyr på Stangholmen. Det blev vedtaget at bygge fyret uden vederlag, og i maj 1855 blev der oprettet en "fyrvogterpost af 6. orden". Fyrvogterens årsløn blev sat til 300 speciedaler, men af denne løn havde han pligt til at holde medhjælper. Det blev ud over fyrbygningen opført et lille udhus, naust, bedding og kaj.
Ind til 1890 var alle bygninger på fyrene malet okkergule. Efterhånden blev selve forbygningerne malet hvide, mens udhusene på Stangholmen beholdt den gamle farve helt til 1930. En meter bred, lodret, rød stribe mellem vinduerne på forbygningens sydside blev fjernet året før.
Den merkelige "bunker" nær fyrbygningen er ikke noget krigsminde, men et kælder/udhus fra 1920'erne.
Frem til 1959 havde 8 fyrvogterfamilier deres hjem på Stangholmen i kortere eller længere tid. En af fyrvogterne, Theodor Neumann og hans familie, boede på Stangholmen fra 1929. Fyret blev nedlagt i 1959 og erstattet af et lygtehus på en søjle foran fyrbygningen.
Fyret er fredet efter lov om kulturminner, og bygningerne rummer i dag en af Risørs mest særegne restauranter.